# Răzvan Trif
Răzvan Alin Trif (Jidvei, 9 ottobre 1997) è un calciatore rumeno, difensore dell'Oțelul Galați.